# Niarn

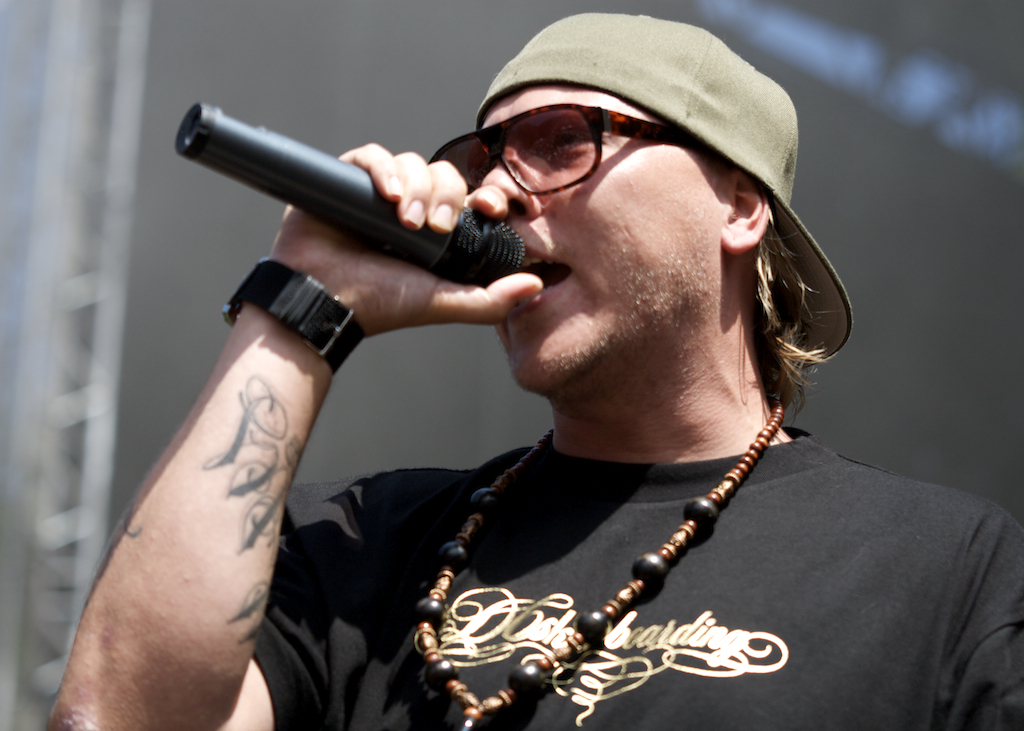
Niarn, Nibe Festival 2009.

Niels „Niarn“ Roos (* 9. September 1979 in Aalborg) ist ein dänischer Rapper.

## Biografie
1994 begann Niarn sich für Hip-Hop wie auch für Graffiti zu interessieren und nahm seine ersten Tracks auf. Er bildete mit Mark U die Formation Håndlangerne.
1999 tourte er mit Jonny Hefty von der Rap/Metalband Geronimo, was die Grundlage für seine Karriere bildete.
Auf der CD Årgang 79 befindet sich das Lied Dobbelt A, welches Niarn seiner Heimatstadt Aalborg gewidmet hat.

## Diskografie

### Alben
- 2002: Glenn Francisco (EP)
- 2004: Årgang 79
- 2006: Antihelt
- 2009: Rød Aalborg
- 2014: Kommer aldrig igen
- 2022: Stadig årgang 79

### Singles (Auswahl)
- 2004: Dobbelt A (DK: Gold)
- 2006: Antihelt (DK: Gold)

### Gastbeiträge
- 2000: Jonny Hefty – Hœngerøv og Håndtegn

Medvirker på Gug stil
- 2000: Komplikation – Kølig Kumpaner
  - Medvirker på Hva’ ka’ mere ske, som en del af Håndlangerne
- 2001: Diverse – Dogmelistic

Medvirker på flere numre
- 2001: U$O – Mista Mista

Medvirker på Mista Mista
- 2002: Diverse – 24 Karat

Medvirker på Lige ud af landevejen
- 2002: Mester Jacob – Mesterhak

Medvirker på Mesterhak
- 2002: Pimp-A-Lot – Uden om Systemet

Medvirker på Rygerholiker
Medvirker på Bawler På Jer
- 2002: Rockstarz – Drømmen lever – Mareridtet fortsætter

Bagmand i projektet sammen med Jonny Hefty, Jøden og Chief-1
- 2003: Diverse - Så Ka’ I Lœre Det

Medvirker på Så Ka’ I Lœre Det
- 2003: Gug tang clan – 9 Kilo Bongmix

Medvirker på flere numre
- 2005: U$O - JegvilgerneDuvilgerneViskalgerne

Medvirker på Ka’ Du Ikk’ Li’ Mig
- 2005: Jokeren – Gigolo Jesus

Medvirker på Gravøl